# Berzy-le-Sec
Berzy-le-Sec ist eine ehemalige nordfranzösische Gemeinde mit 366 Einwohnern (Stand: 1. Januar 2022) im Département Aisne in der Region Hauts-de-France. Sie gehörte zum Arrondissement Soissons, zum Kanton Soissons-2 und zum Gemeindeverband GrandSoissons Agglomération.
Der Erlass vom 30. September 2022 legte mit Wirkung zum 1. Januar 2023 die Eingliederung von Berzy-le-Sec als Commune déléguée zusammen mit der früheren Gemeinde Noyant-et-Aconin zur neuen Commune nouvelle Bernoy-le-Château fest.

## Geographie
Berzy-le-Sec liegt etwa fünf Kilometer südlich von Soissons an der Crise.
Das Dorf setzt sich aus zwei Weilern und mehreren Orten mit Flurnamen wie beispielsweise Berzy la gare, Léchelle, Chazelles, Visignieux, La Foulerie, Le Mont Aigu und La Croix de Léchelle.
Der Ursprung seines Namens ergibt sich aus dem Fehlen von Fließgewässern bei der Höhe seiner Ortsmitte auf ungefähr 130 m.
Umgeben wird Berzy-le-Sec von den Nachbargemeinden und der Commune déléguée:
| Ploisy  | Courmelles                                  | Noyant-et-Aconin (Commune déléguée) |
| Chaudun | Kompassrose, die auf Nachbargemeinden zeigt |                                     |
|         | Vierzy                                      | Villemontoire                       |

## Geschichte
Der Name der ehemaligen Gemeinde erschien erstmals 877 als Bersiacus. Weitere Schreibweisen im Laufe der Zeit waren Berzisus (879), Berziacus (893), Berzi (1161), Berzicum (1239), Bersy (1383) und schließlich Berzy-le-Sec (1773).
Das Dorf gehörte ursprünglich zum Besitz der Krone und wurde der Abtei Saint-Médard in Soissons geschenkt. Ein Privileg von Papst Eugen II. im Jahre 824 regelte die Pflege von kranken Mönchen des Klosters. Während des Konzils von Douzy bestätigte König Karl der Kahle in Saint-Médard Berzy mit seiner Mühle. Im Jahre 893 bekräftigte König Odo erneut in der Abtei Saint-Médard die Behandlung der Geistlichen.
Berzy-le-Sec unterstand damals der Burggrafschaft von Pierrefonds und war eines der elf Bürgermeister. Überdies war es als Vicomté Vasall des Grafen von Soissons.
1790 wurden die Nachbargemeinden Chazelle und Léchelle nach Berzy-le-Sec eingemeindet.

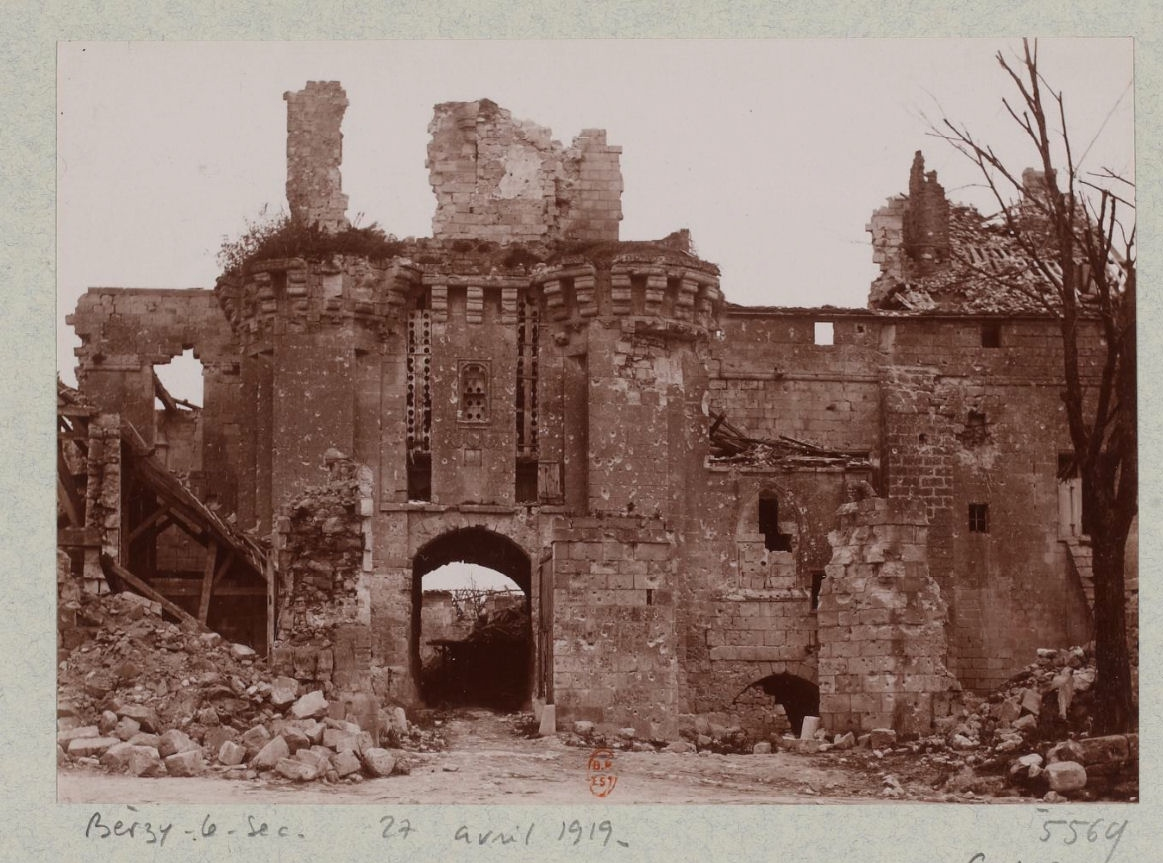
Burgruine mit Kriegsschäden (1919)

Im Ersten Weltkrieg wurde Berzy-le-Sec während des Vormarsches der deutschen Armeen im Jahre 1914 sowie im Rahmen der deutschen Frühjahrsoffensive 1918 erneut jeweils kurzzeitig von diesen besetzt.

## Bevölkerungsentwicklung
| Berzy-le-Sec: Einwohnerzahlen von 1793 bis 2016                                                                            | Berzy-le-Sec: Einwohnerzahlen von 1793 bis 2016 | Berzy-le-Sec: Einwohnerzahlen von 1793 bis 2016 | Berzy-le-Sec: Einwohnerzahlen von 1793 bis 2016 | Berzy-le-Sec: Einwohnerzahlen von 1793 bis 2016 |
| --- | ----------------------------------------------- | ----------------------------------------------- | ----------------------------------------------- | ----------------------------------------------- |
| Jahr |                                                 |                                                 |                                                 | Einwohner                                       |
| 1793 | 1793                                            |                                                 | 315                                             | 315                                             |
| 1800 | 1800                                            |                                                 | 315                                             | 315                                             |
| 1806 | 1806                                            |                                                 | 332                                             | 332                                             |
| 1821 | 1821                                            |                                                 | 387                                             | 387                                             |
| 1831 | 1831                                            |                                                 | 400                                             | 400                                             |
| 1836 | 1836                                            |                                                 | 400                                             | 400                                             |
| 1841 | 1841                                            |                                                 | 407                                             | 407                                             |
| 1846 | 1846                                            |                                                 | 400                                             | 400                                             |
| 1851 | 1851                                            |                                                 | 372                                             | 372                                             |
| 1856 | 1856                                            |                                                 | 360                                             | 360                                             |
| 1861 | 1861                                            |                                                 | 478                                             | 478                                             |
| 1866 | 1866                                            |                                                 | 417                                             | 417                                             |
| 1872 | 1872                                            |                                                 | 438                                             | 438                                             |
| 1876 | 1876                                            |                                                 | 443                                             | 443                                             |
| 1881 | 1881                                            |                                                 | 455                                             | 455                                             |
| 1886 | 1886                                            |                                                 | 481                                             | 481                                             |
| 1891 | 1891                                            |                                                 | 444                                             | 444                                             |
| 1896 | 1896                                            |                                                 | 425                                             | 425                                             |
| 1901 | 1901                                            |                                                 | 456                                             | 456                                             |
| 1906 | 1906                                            |                                                 | 457                                             | 457                                             |
| 1911 | 1911                                            |                                                 | 421                                             | 421                                             |
| 1921 | 1921                                            |                                                 | 380                                             | 380                                             |
| 1926 | 1926                                            |                                                 | 405                                             | 405                                             |
| 1931 | 1931                                            |                                                 | 430                                             | 430                                             |
| 1936 | 1936                                            |                                                 | 418                                             | 418                                             |
| 1946 | 1946                                            |                                                 | 438                                             | 438                                             |
| 1954 | 1954                                            |                                                 | 378                                             | 378                                             |
| 1962 | 1962                                            |                                                 | 427                                             | 427                                             |
| 1968 | 1968                                            |                                                 | 385                                             | 385                                             |
| 1975 | 1975                                            |                                                 | 368                                             | 368                                             |
| 1982 | 1982                                            |                                                 | 411                                             | 411                                             |
| 1990 | 1990                                            |                                                 | 365                                             | 365                                             |
| 1999 | 1999                                            |                                                 | 395                                             | 395                                             |
| 2006 | 2006                                            |                                                 | 396                                             | 396                                             |
| 2011 | 2011                                            |                                                 | 400                                             | 400                                             |
| 2016 | 2016                                            |                                                 | 390                                             | 390                                             |
| Quelle(n): EHESS/Cassini bis 1999, INSEE ab 2006 Anmerkung(en): Ab 1962 offizielle Zahlen ohne Einwohner mit Zweitwohnsitz |                                                 |                                                 |                                                 |                                                 |

## Sehenswürdigkeiten
- Kirche Saint-Quentin aus dem 12. Jahrhundert, seit 1886 als Monument historique klassifiziert
- Burgruine von Berzy-le-Sec aus dem 13. Jahrhundert mit Erweiterungen im 14., 15. und 16. Jahrhundert, ehemaliger Landsitz der Vicomtes von Berzy, seit 1926 als Monument historique klassifiziert
- Sliprännor von La Pointe des Roches aus der Jungsteinzeit, seit 1899 als Monument historique klassifiziert
- Empfangsgebäude des ehemaligen Bahnhofs

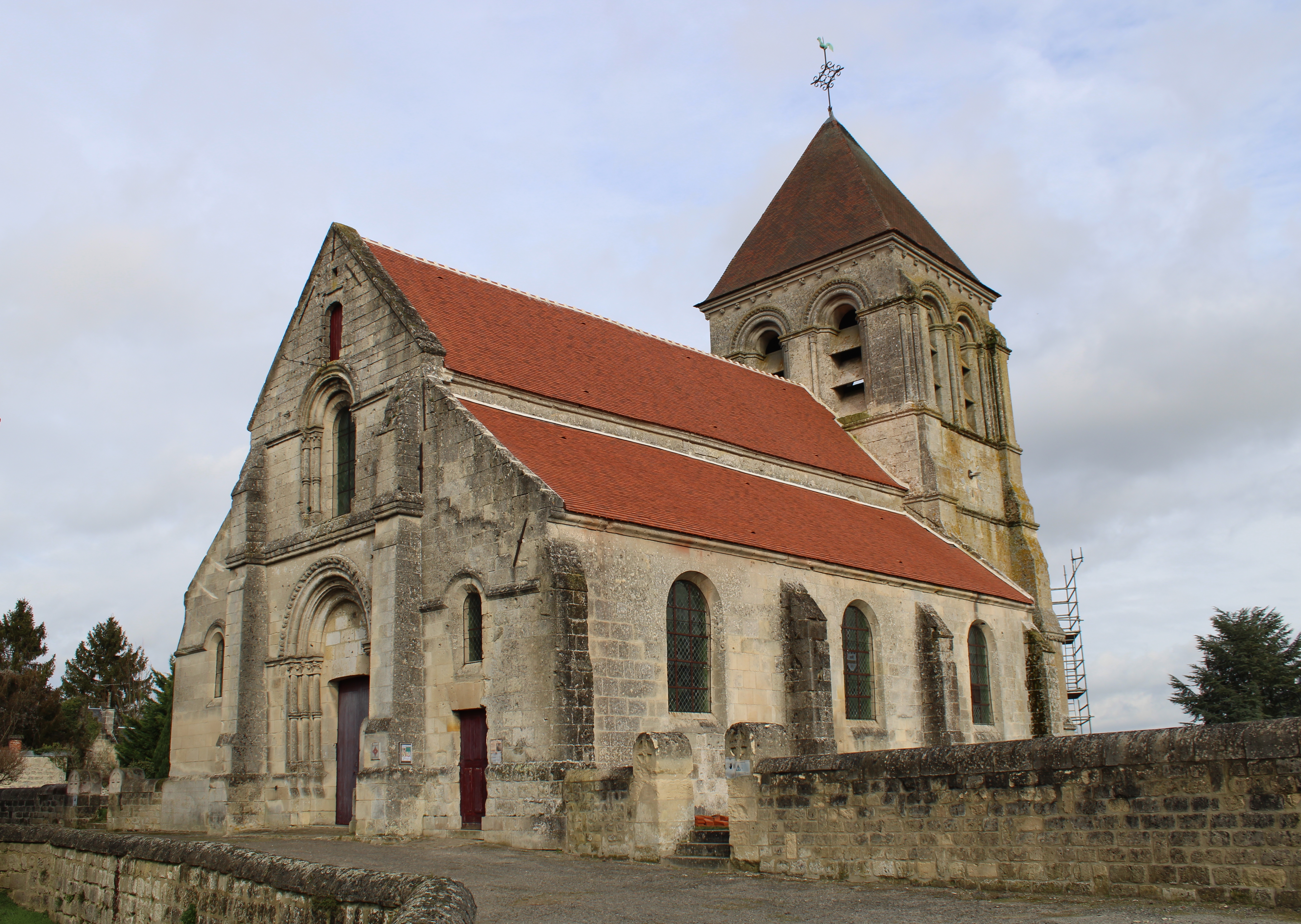
Kirche Saint-Quentin
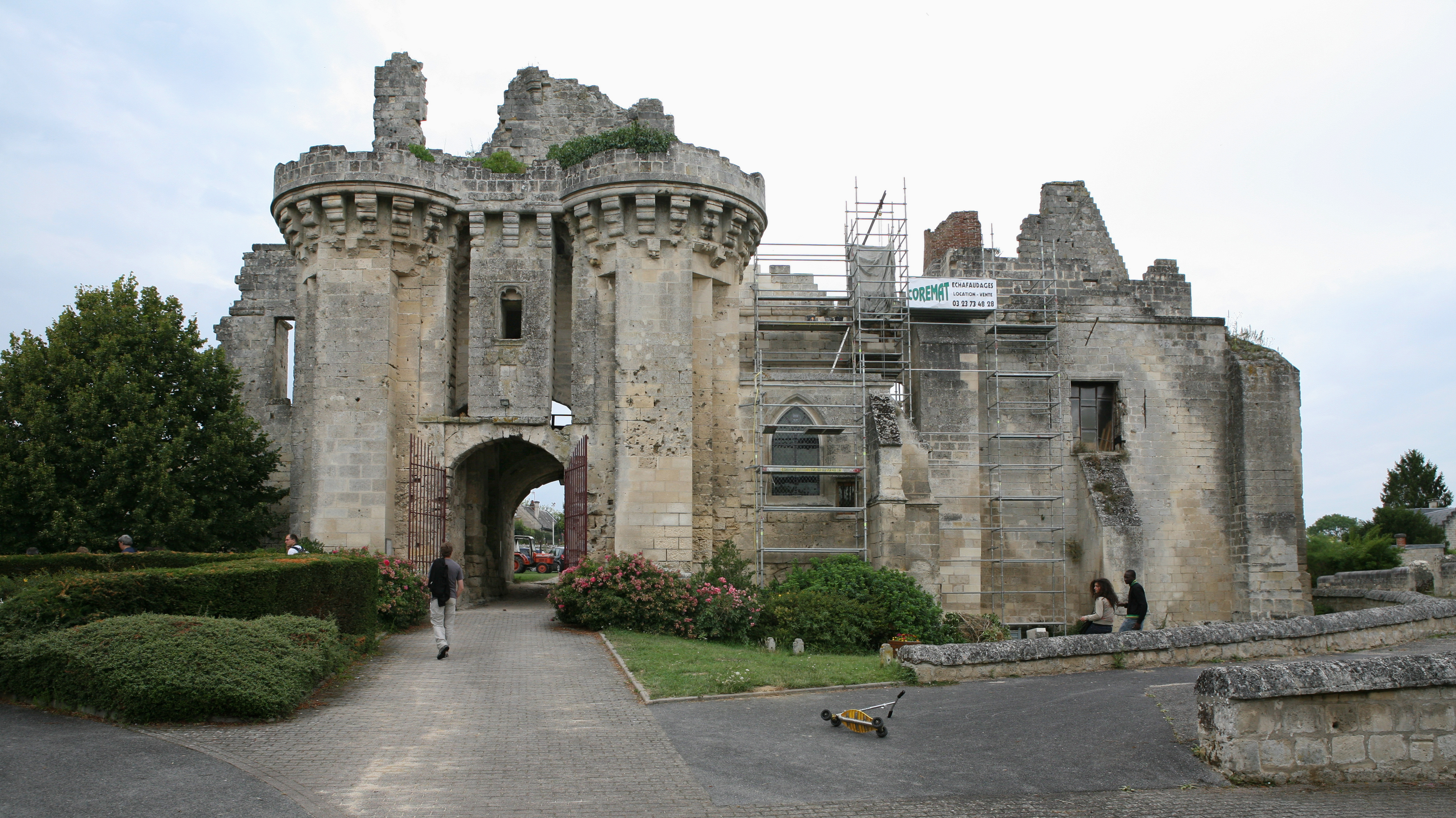
Burgruine von Berzy-le-Sec
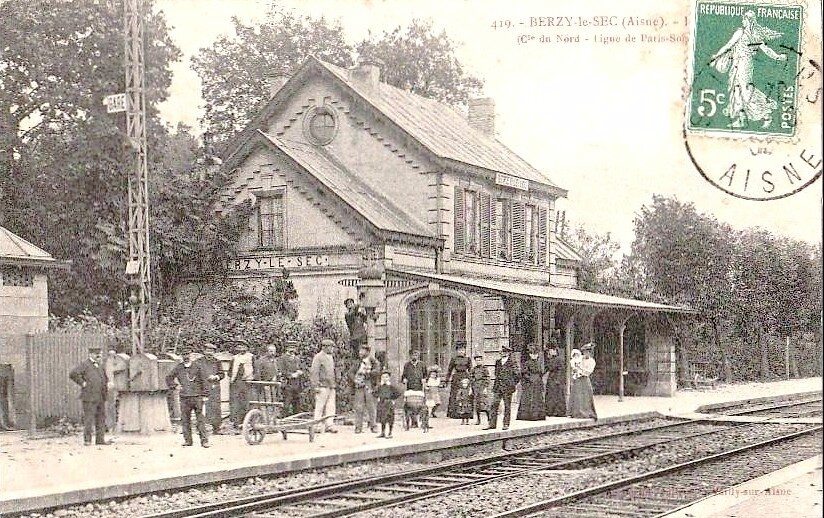
Ehemaliger Bahnhof gegen 1908